# Первая общегерманская промышленная выставка

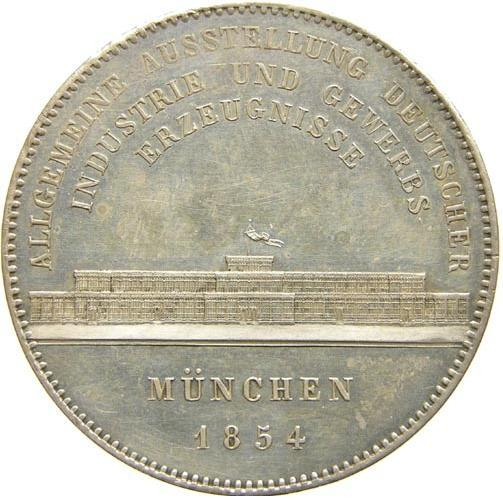
Памятная медаль, посвящённая выставке 1854 года в Мюнхене, с изображением Стеклянного дворца

Первая общегерманская промышленная выставка (нем. Erste Allgemeine Deutsche Industrieausstellung) — торгово-промышленная выставка, проходившая в Мюнхене в 1854 году.
С целью укрепления имиджа Мюнхена как прогрессивного экономического центра и перехода к индустриализации аграрной страны король Баварии Максимилиан II в 1853 году распорядился о проведении выставки по образцу крупных международных выставок во Франции и Великобритании. Первая общегерманская промышленная выставка была призвана дать решающий импульс в развитии промышленности и ремёсел в преимущественно аграрной в то время Баварии. Для проведения выставки в мюнхенском Старом ботаническом саду по образцу и подобию Хрустального дворца в Лондоне был построен новый выставочный зал — Стеклянный дворец, который впоследствии планировалось переоборудовать в оранжерею.
Выставка открылась 15 июля 1854 года и собрала 6588 участников, из которых 2331 представляли Баварию, а 1477 — Австрию. Прогнозировались десятки тысяч посетителей со всего мира, в том числе и коронованные особы. Экспозиция выставки отличалась богатым спектром: от пианино до ткацких станков и быстроходных локомотивов. Всеобщий восторг существенно омрачила вспышка холеры в Европе. Вскоре после открытия выставки заразились холерой её служащие, а затем посетители и жители Мюнхена. Гости выставки в спешке покинули город, и выставочные залы остались пустыми.

## Литература

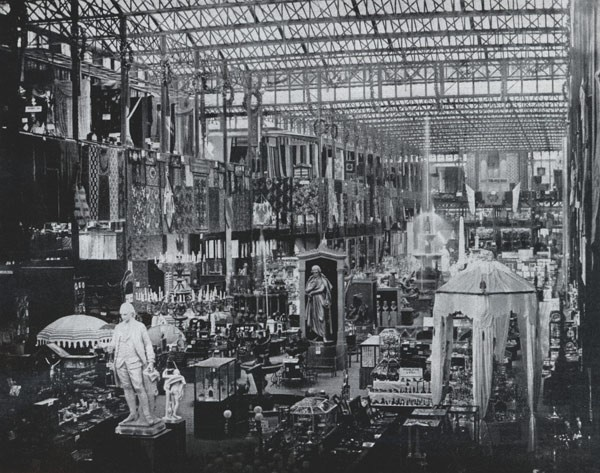
Главный зал Первой общегерманской промышленной выставки